# Iglesia de San Miguel Arcángel de Araca
La Iglesia de San Miguel Arcángel de Araca (en serbio: Црква светог Арханђела Михаила Арача) es una iglesia románica medieval en ruinas situada a unos 12 km al norte de Novi Bečej, Serbia. El Departamento para la protección y estudio científico de los monumentos culturales en Belgrado emitió una resolución en 1948, en la que se colocó la iglesia románica de Araca bajo protección estatal.
Fue construido alrededor de 1230 durante el control del Reino de Hungría. Fue robada y devastada en 1280 y reconstruida en 1370 por un requerimiento de la reina Isabel, y fue entonces cuando la torre gótica que hoy existe fue, probablemente, construida.